# 始安哀公主
始安哀公主（?—?），是中国南北朝宋武帝刘裕第七女，名字和生母是不详。
始安公主嫁给了褚秀之的儿子褚湛之，褚湛之官至扬武将军、司徒左长史、侍中、左卫将军、吏部尚书、尚书右仆射、中书令、丹阳尹、尚书左仆射。始安哀公主去世后，褚湛之又娶武帝第五女吳郡宣公主。